# Die große Kür
Die große Kür ist ein deutsch-österreichischer Eisrevuefilm von Franz Antel aus dem Jahr 1964. Es war der erste Film des Eiskunstlaufpaars Marika Kilius und Hans-Jürgen Bäumler, die sich im Film selbst spielen. In tragenden Rollen sind Peter Kraus, Paul Hörbiger und Mady Rahl besetzt.

## Handlung
Nach der erfolgreichen Weltmeisterschaft wollen Marika Kilius und Hans-Jürgen Bäumler eine Schaulauf-Tour anschließen. Sie haben bisher jedoch nicht bei einer der Eisrevuen unterschrieben und auch die Manager Eberhard Traugott und Tommy Toifel buhlen um die beiden Stars. Marika wird zudem von Rennfahrer Jonny umgarnt, der ihr sehr zum Unmut von Hans-Jürgen Rosen schenkt. Hans-Jürgen liebt Marika schon lange, hat es ihr jedoch noch nie gesagt. Als er ihr mit Unterstützung des Fotoreporters Peter in der Nacht spontan Rosen besorgt, ist nach seiner Rückkehr in die Bar niemand mehr da. Er ist enttäuscht. Marika verbringt die Nacht mit Jonny, ihrer Ziehmutter Doris sowie der Journalistin Helga. Es gelingt Tommy Toifel, Doris betrunken zu machen. Die Gunst der Stunde nutzt jedoch Eberhard Traugott, dessen Mangervertrag für Marika Doris am Ende unterzeichnet. Aus Eifersucht auf Jonny, der Marika nicht mehr von der Seite weicht, wählt Hans-Jürgen nun Tommy als Manager.
Unter Jonnys Einfluss hat Marika von einer Welt abseits des Eises zu träumen begonnen und ist ihm nach Villars gefolgt. Sie weiß nicht, dass er nur ein Ziel hat: Sie soll in der amerikanischen Eisrevue seiner Mutter auftreten und Hans-Jürgen mitziehen. Mrs. King, Jonnys Mutter, beauftragt Journalistin Helga, Hans-Jürgen für die amerikanische Revue zu gewinnen. Helga muss sowieso nach Wien, um den Dackel Lumpi zu Hans-Jürgen zu bringen. Da der Hund beiden Eisläufern gehört, hat jeder ihn für einen festgelegten Zeitraum bei sich. In Wien versucht Helga, Tommy auf ihre Seite zu ziehen. Unterdessen sieht sich Hans-Jürgen die Proben der Wiener Eisrevue an. Er findet Gefallen an der Eistänzerin Jane. Als er zudem in der Presse lesen muss, dass sich Marika mit Jonny verlobt habe – alles beruht auf einem Missverständnis aufgrund Doris’ Geschwätzigkeit – verpflichtet er sich für die Wiener Eisrevue. Maria nimmt im Gegenzug ein Engagement bei der amerikanischen Eisrevue an. Beide haben Probleme, mit ihren jeweiligen Partnern zu harmonieren.
Jonny will Marika vom Eiskunstlauf wegbringen und lieber als Sängerin herausbringen. Er lädt sie zum Urlaub nach Saint-Tropez ein, doch lehnt sie ab. Lieber bringt sie Lumpi nach Wien. Hier findet sie erst Fotos, die Hans-Jürgen mit Jane zeigen, und sieht beide später in einem Lokal. Enttäuscht geht sie und verpasst so, wie sich Hans-Jürgen von Jane trennt, um sich auf seine Karriere konzentrieren zu können. Der alte Franz Haslinger, bei dem Hans-Jürgen lebt, hat längst erkannt, dass Hans-Jürgen und Marika einander lieben. Er versteckt Lumpi und lässt eine Suchanzeige nach dem Hund in der Zeitung aufgeben. Marika ist in heller Aufregung und Fotograf Peter und Journalistin Helga beschließen, Lumpi wiederzufinden und so die Beziehung des Eislaufpaares zu retten. Dabei kommen sie auch einander näher. Weitere Verbindungen entstehen, so findet der frühere Eiskunstläufer Franz Haslinger in Mrs. King seine damalige Partnerin und Geliebte wieder. Auch Eberhard Traugott und Tommy Toifel erkennen, dass alle Probleme gelöst wären, wenn sie sich zusammentäten und eine gemeinsame Gesellschaft bilden würden. Unter diesen Voraussetzungen, von denen Hans-Jürgen nichts ahnt, beginnt die Premiere der Wiener Eisrevue. Hans-Jürgen ist unschlüssig, ob er überhaupt auftreten soll, als Peter und Helga heimlich Lumpi in seine Garderobe schleusen. Er hat die Schlittschuhe mitgebracht, sodass Hans-Jürgen schließlich in der Revue auftritt. Seine Partnerin ist am Ende niemand anderes als Marika Kilius und Hans-Jürgen ist glücklich. Im Publikum finden sich schließlich auch die Paare: Peter und Helga, Franz und Mrs. King und auf geschäftlicher Ebene Eberhard und Traugott.

## Produktion

### Produktionsnotizen

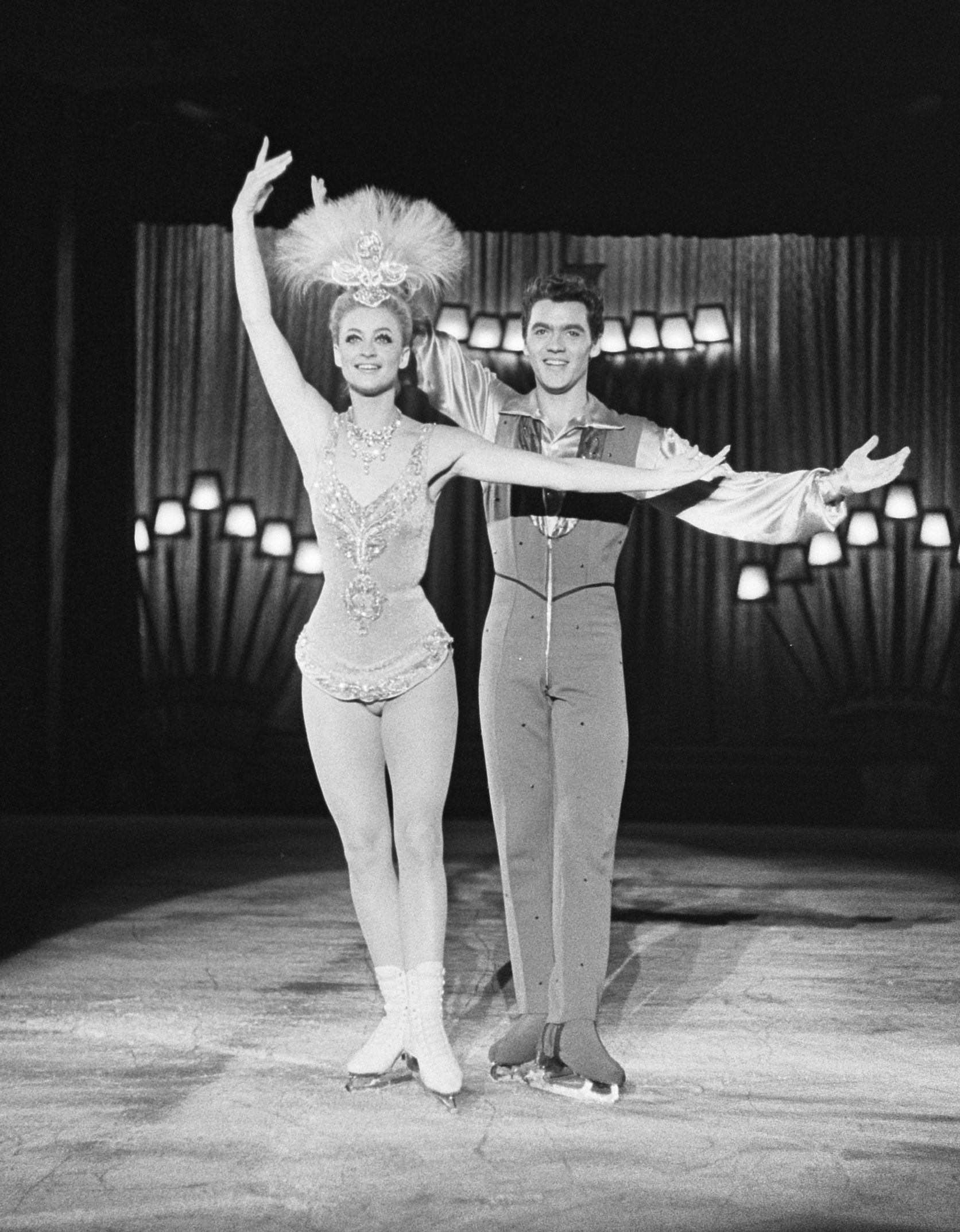
Marika Kilius und Hans-Jürgen Bäumler am Folgetag der Filmpremiere, 7. Oktober 1964.

Die große Kür entstand im Anschluss an die Olympischen Winterspiele 1964 und die Eiskunstlauf-Weltmeisterschaften 1964, bei denen Marika Kilius und Hans-Jürgen Bäumler eine Silbermedaille bzw. Gold gewonnen hatten.
Franz Antel hoffte, durch die ungewöhnliche Beliebtheit dieses Paares an den Erfolg seines ersten Eislauffilmes Symphonie in Gold anknüpfen zu können. Drehbuchgespräche fanden im März 1964 statt, wobei beiden Hauptdarstellern weitreichendes Mitspracherecht eingeräumt worden war. Mehrfach musste daher das Drehbuch umgeschrieben werden, unter anderem, um eine Ähnlichkeit des Rennfahrers Jonny mit Marika Kilius’ damaligem Verlobten zu verhindern, den Kilius noch vor der Filmpremiere im Sommer heiratete.
In der Wiener Stadthalle wurde eigens für den Film eine überdimensionale Eisbahn von 52 × 38 Metern erbaut. Der Film wurde in der Wiener Stadthalle sowie in Saint-Tropez und am Palace Hotel Villars bei Montreux gedreht. Die Kostüme schuf Gerdago, die Filmbauten stammen von Horst Hennicke.
Noch vor der Filmpremiere heiratete Marika Kilius in aller Öffentlichkeit Werner Zahn, zudem wurde Kilius/Bäumler die olympische Silbermedaille aberkannt, weil sie durch den Abschluss eines Filmvertrages den Amateurstatus verletzt hätten (1967 rehabilitiert).
Zu sehen ist das Ensemble der Wiener Eisrevue unter der künstlerischen Leitung von Will und Edith Petter. Es tanzen Willy Dirtl und das Ballett der Wiener Staatsoper. Zudem ist der Flamencotänzer Pedro di Cordoba mit einer Nummer zu sehen.

### Filmmusik
Im Film sind zahlreiche Lieder zu hören, die vom Monte Carlo Light Orchestra bzw. dem Orchester Max Greger eingespielt wurden:
- Marika Kilius: Kavalier, Kavalier
- Marika Kilius: Ich bin kein Eskimo
- Hans-Jürgen Bäumler, Marika Kilius: Honey-Moon in St. Tropez
- Peter Kraus: Kisses in the Night
- Harry Peters: Abends, wenn die Sterne wandern
- Mauren Renee: Der Gedanke schon allein
- Liverpool-Boys: Yeah, yeah, yeah (Beatles-Parodie)
- Chor und Die fünf Brutos (= I Brutos): Salomé; Addio, Addio

### Synchronisation
Die (Sprech-)Stimmen von Kilius und Bäumler sind synchronisiert worden.
- Marika Kilius von Sabine Eggerth
- Hans-Jürgen Bäumler von Klaus Kindler

### Veröffentlichung
Der Film erlebte am 6. Oktober 1964 im Münchener Gloria-Palast seine Premiere und wurde trotz der unguten Vorzeichen ein großer Erfolg.
Alive gab Die große Kür innerhalb der Reihe „Juwelen der Filmgeschichte“ am 14. Februar 2014 auf DVD heraus.

## Kritik
„Traumfabrik mit pompösen Revueszenen und viel Gefühlskitsch in Ton und Bild“, schrieb der film-dienst.
Die Redaktionskritik von Cinema fiel positiv aus: „Mit viel schmissiger Musik, pompös-bunten Revueszenen und schmalzig-schönem Gefühlskitsch repräsentiert ‚Die Große Kür‘ beste deutsche Traumfabrik.“ Fazit: „Schmissiger Revuefilm für Eislauf-Fans.“

## Auszeichnung
Für mehr als 3 Millionen Kinozuschauer in 18 Monaten erhielt Die große Kür im Jahr 1965 die Goldene Leinwand.